# Inning
Un inning, nei giochi del baseball, del softball e del cricket, è ciascuna delle parti in cui viene divisa una partita, dove le due squadre si alternano in attacco e difesa.

## Baseball e softball
Una partita di baseball è divisa in 9 inning, ciascuno suddiviso in due metà: nella prima metà (parte alta) è la squadra ospite che attacca, nella seconda (parte bassa) quella di casa. Un inning si conclude quando vengono eliminati 3 attaccanti per entrambe le squadre.
Se il punteggio è in parità al termine dei 9 inning, la partita va agli extra innings, finché una delle due squadre non ottiene il punto della vittoria. Se ad ottenere il punto è la squadra di casa, che gioca nella parte bassa dell'inning, la partita ha immediatamente termine. In tali situazioni si parla di walkoff, in quanto le squadre possono camminare fuori dal campo per andare a casa.
Il maggior numero di inning giocati in una partita è 26, nell'incontro tra i Brooklyn Dodgers e i Boston Braves, disputato il 1º gennaio 1920 e terminato in parità, 1 a 1, per sopraggiunta oscurità.

## Cricket
Nel cricket il termine innings si riferisce al turno di battuta d'una squadra (o, per estensione, quello d'un giocatore individuale). Nell'ambito del cricket viene scritto sempre "innings", sia al singolare che al plurale.
Nelle partite di Test cricket (e più in generale in quelle di First Class cricket) un'innings può terminare in tre modi:
- La squadra al lancio ottiene dieci wicket, ovvero elimina dieci degli undici battitori avversari.
- Il capitano della squadra in battuta ritiene che il punteggio sia soddisfacente ed esegue la dichiarazione.
- Il tempo di gioco termina senza che sia stato raggiunto uno dei requisiti precedentemente indicati.

Nelle forme di cricket Limited Overs la partita termina anche quando si è raggiunto il numero di overs massimi previsti.